# Брокк

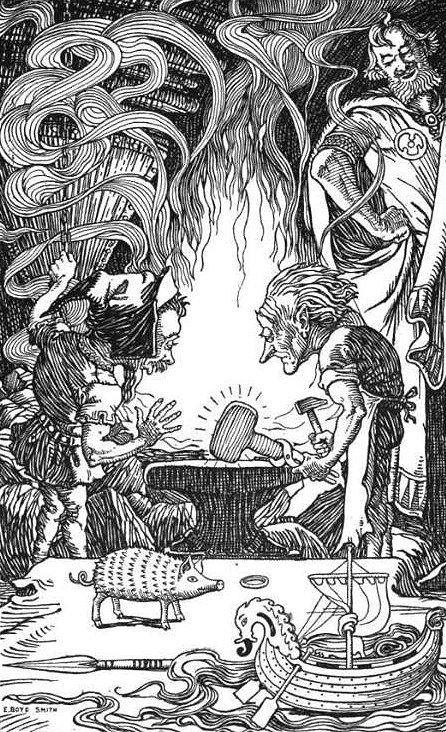
Брокк та Сіндрі

Брокк (давньосканд. Brokkr) — гном у германо-скандинавській міфології, брат Сіндрі (Ейтрі).
Згідно з легендою, коли в Локі було волосся Сіф, корабель Фрейра Скідбладнір та спис Одіна Ґунґнір, він заклався з Сіндрі, поставивши на кін свою голову, що Сіндрі не зможе створити артефакти, які могли б порівнятися за дивовижністю та витонченістю з вищеназваними. Брокк допомагав Сіндрі роздувати міхи.
Сіндрі вдалося створити золотий перстень Драупнір, вепра з золотою щетиною Ґуллінбурсті та молот М'єльнір. Аси вирішили, що ці артефакти цінніші, й Сіндрі виграв заклад. Але Локі не дав йому забрати свою голову, оскільки могла постраждати шия, якої не було зазначено в закладі, й тому на заміну Локі було зашито губи.